# Chlorocoma ipomopsis
Chlorocoma ipomopsis là một loài bướm đêm trong họ Geometridae.